# Lechstedt
Lechstedt ist der nördlichste Ortsteil der Stadt Bad Salzdetfurth in Niedersachsen. Im Norden, dicht am Ort, liegt der Knebelberg, der mit 243 Metern höchsten Erhebung des Vorholz.

## Geschichte
Erste urkundliche Erwähnung findet Lechstedt im Jahr 1175 als Lecstide. Die Schreibweise wandelte sich über Locstide, Lechstide, Lacstede, und Lexstede zu Leixsteide im Jahr 1459.
Der Ort wurde 1556 eines der ersten protestantischen Dörfer dieser Region. Kirche und Pfarrhaus von Lechstedt wurden im Jahr 1711 das Opfer eines großen Brandes und zehn Jahre später von Johann Friedrich Leopold von Stopler und seiner Ehefrau durch einen Neubau ersetzt.
Zu Beginn des 20. Jahrhunderts zählte Lechstedt 230 Einwohner und verfügte über eine Ziegelei und eine Molkerei.
Durch die Gebietsreform wurde Lechstedt am 1. März 1974 einer von 13 Ortsteilen der Stadt Bad Salzdetfurth.

## Religion
Die Evangelisch-lutherische Kirchengemeinde Lechstedt wurde zum 1. Januar 2011 mit der Kirchengemeinde Heinde-Listringen zur neuen Kirchengemeinde Innerstetal in Bad Salzdetfurth zusammengelegt. Sie gehört zum Kirchenkreis Hildesheimer Land–Alfeld (Sprengel Hildesheim-Göttingen) der hannoverschen Landeskirche.

## Politik
Der Ortsrat setzt sich seit der Kommunalwahl am 11. September 2021 wie folgt zusammen (Veränderungen zu 2016):
- Wählergruppe Initiative Lechstedt (WIL): 3 Sitze (+3)
- CDU: 2 Sitze (±0)

### Ortsbürgermeister
Ortsbürgermeister ist seit Januar 2025 Arne Zender.

## Kultur und Sehenswürdigkeiten

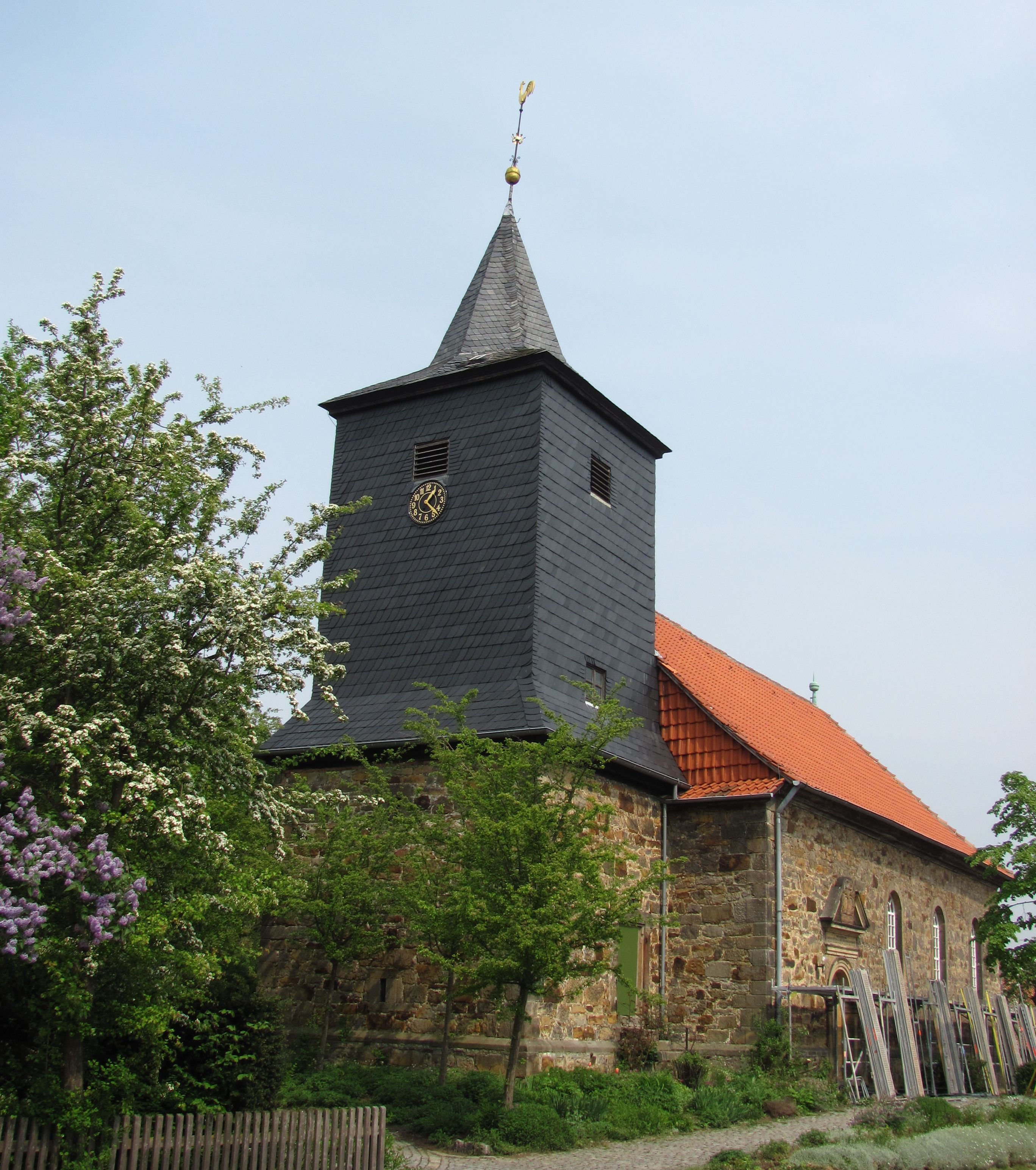
Kirche

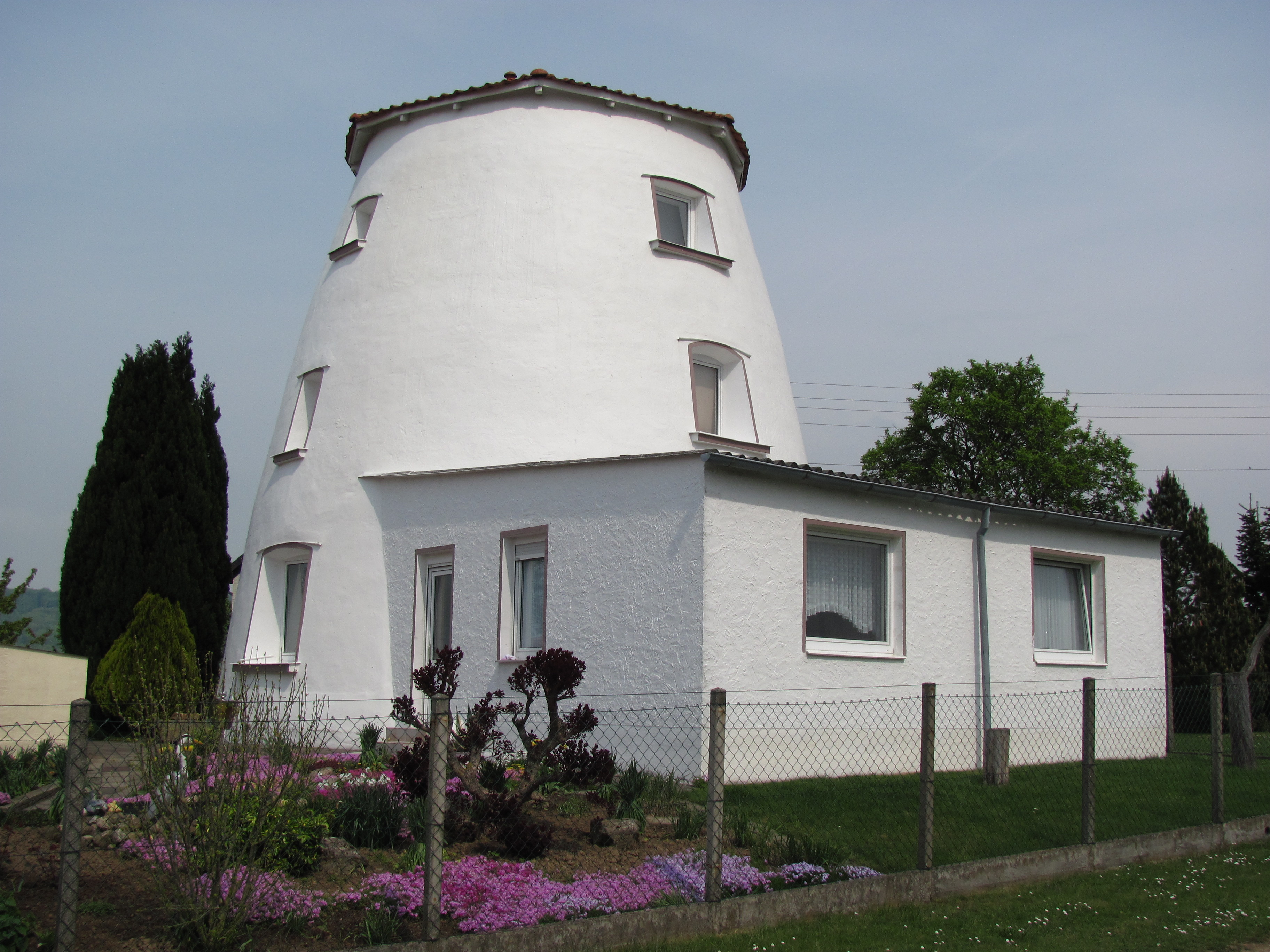
Turmmühle

- Die Kirche zu Lechstedt wurde 1721 nach dem Brand der Vorgängerkirche, die 1418 als Wehrkirche erwähnt worden war,[6] im barocken Stil erbaut. Sie wird nach ihrem Erbauer auch „Von-Stopler-Kirche“ genannt. Von der Innenausstattung sind unter anderem der barocke Altar und ein Taufengel mit einer Muschelschale aus dem 18. Jahrhundert beachtenswert.[7]
- Die weiße Turmmühle am Pfaffenstieg ist das Wahrzeichen von Lechstedt.
- Das „Alte Forsthaus“ wurde 1853 als Herrenhaus der Herren von Stopler errichtet.
- An mehreren Stellen in Lechstedt sind gut erhaltene Fachwerkhäuser sehenswert. Sie stammen teilweise noch vom Beginn des 18. Jahrhunderts, so etwa in der Ringstraße und im Goldenen Winkel.